# La Alamedilla
La Alamedilla is een gemeente in de Spaanse provincie Salamanca in de regio Castilië en León met een oppervlakte van 19,34 km². La Alamedilla telt 143 inwoners (1 januari 2016).

## Demografische ontwikkeling
Bron: INE, 1857-2011: volkstellingen